# Daniele Gastaldello
Pour les articles homonymes, voir Gastaldello.
Daniele Gastaldello (né le 25 juin 1983 à Camposampiero, dans la province de Padoue, en Vénétie) est un footballeur international italien qui joue au poste de défenseur, actif de 2000 à 2020.